# Hrimnir
Hrimnir (stnord. Hrímnir) je u nordijskoj mitologiji mrazni div, često spominjan u mnogim izvorima.
U pjesmi Hindluljod (stnord. Hyndluljóð) Hrimnir je opisan kao otac divica Hajd (stnord. Heiðr) i Hrostjof (stnord. Hrossþjófr).
Hrimnirovo se ime može naći na popisu divova u Proznoj edi Snorrija Sturlusona.
U Volsungasagi Hrimnir je otac Hljod (stnord. Hljóð).
U sagi Gríms saga loðinkinna Hrimnirova je žena divica Hirja, koja je s njim majka Fejme i Klejme. 